# مرکز مالی بین‌المللی آستانه
مرکز مالی بین‌المللی آستانه (انگلیسی: Astana International Financial Centre) شرکت خدمات مالی قزاقستانی است، که در سال ۲۰۱۸ تأسیس شد.